# TSC2
TSC2‏ (Tuberous sclerosis 2) ويُعرف باسم توبرين، هوَ بروتين يُشَفر بواسطة جين TSC2 في الإنسان.